# Eriopyga iole
Eriopyga iole är en fjärilsart som beskrevs av William Schaus 1894. Eriopyga iole ingår i släktet Eriopyga och familjen nattflyn. Inga underarter finns listade i Catalogue of Life.